# Ichneumon pallifrons
Ichneumon pallifrons är en stekelart som beskrevs av Cuvier 1833. Ichneumon pallifrons ingår i släktet Ichneumon och familjen brokparasitsteklar. Inga underarter finns listade i Catalogue of Life.